# Nat Zang
Nat Zang (* 4. März 1996 in Seattle, Washington) ist ein US-amerikanischer Schauspieler. Bekanntheit erlangte er in der Rolle von Thomas in der Syfy-Zombieserie Z Nation.

## Leben und Karriere
Zang wurde in Seattle geboren und wuchs dort auf. Im Alter von 12 Jahren wurde er erstmals für eine professionelle Bühnenproduktion am ACT Theater in Seattle engagiert. In der Folgezeit nahm er an weiteren Theateraufführungen teil.
Im Jahr 2014 erlangte er seine erste bedeutende Rolle in der Fernsehserie Z Nation, in der er die Rolle des Scharfschützen Thomas, auch „Tommy“ „10K“ genannt, spielte. Für den Film Mile 666 ist er Teil des Hauptcasts.
2023 heiratete er die amerikanische Schauspielerin und Sängerin Grace Phipps, mit welcher er seit Ende 2017 liiert ist.

## Filmografie
- 2014–2018: Z Nation (Fernsehserie, 65 Episoden)